# رينيه فيكتور بيل
رينيه فيكتور بيل (بالفرنسية: René-Victor Pilhes)‏ كاتب فرنسي ولد في 1 يوليو 1934. حصل على جائزة فيمينا الأدبية عام 1974.

## روابط خارجية
- رينيه فيكتور بيل على موقع IMDb (الإنجليزية)
- رينيه فيكتور بيل على موقع قاعدة بيانات الفيلم (الإنجليزية)